# Caenocara bicolor
Caenocara bicolor är en skalbaggsart som först beskrevs av Germer 1824.  Caenocara bicolor ingår i släktet Caenocara och familjen trägnagare. Inga underarter finns listade i Catalogue of Life.